# Бромдисилан
Бромдисилан — неорганическое соединение,
бромпроизводное дисилана с формулой Si2H5Br,
бесцветная жидкость,
самовоспламеняется на воздухе.

## Получение
- Реакция дисилана и бромистого водорода:

{\displaystyle {\mathsf {Si_{2}H_{6}+HBr\ {\xrightarrow {AlBr_{3}}}\ Si_{2}H_{5}Br+H_{2}}}}
- Пропускание паров иодсилана над бромидом серебра:

{\displaystyle {\mathsf {Si_{2}H_{5}I+AgBr\ {\xrightarrow {}}\ Si_{2}H_{5}Br+AgI}}}

## Физические свойства
Бромдисилан образует бесцветную жидкость, 
самовоспламеняется на воздухе.
Медленно разлагается при комнатной температуре, и быстро при 0°С в присутствии следов бромида алюминия.